# Колективизација у Украјинској ССР
Колективизација у Украјини, званично Украјинска Совјетска Социјалистичка Република, била је део политике колективизације у СССР-у и декулакизације која је вођена између 1928. и 1933. са циљем да се појединачна земља и радна снага консолидују у колективне фарме зване колхози и да се елиминишу непријатељи радничкe класe . Идеју о колективним фармама сељаци су видели као оживљавање кметства.
У Украјини је ова политика имала драматичан ефекат на украјинско етничко становништво и његову културу пошто је 86% становништва живело у руралним срединама. Насилно увођење политике колективизације било је један од главних узрока Голодомора. У Украјини је колективизација имала специфичне циљеве и исходе. Совјетску политику у вези са колективизацијом треба схватити у ширем контексту друштвене „револуције одозго“ која се догодила у Совјетском Савезу у то време.
Формирање задруга заснивало се на великим сеоским газдинствима у колективној својини становника села. Очекивало се да ће се процењени приноси повећати за 150%. Крајњи циљ колективизације био је решавање "проблема жита" касних 1920-их.
Почетком 1920-их само је 3% сељаштва Совјетског Савеза било колективизовано. У првом петогодишњем плану требало је да се колективизује 20% сељачких домаћинстава, иако је у Украјини тај број био одређен на 30%.

## Политика колективизације
Приступи преласку са индивидуалне пољопривреде на колективну пољопривредну производњу постојали су од 1917. године, али из различитих разлога (недостатак пољопривредне опреме, агрономских ресурса, итд.) нису увелико примењени све до 1925. године, када је дошло до интензивнијих напора пољопривредни сектор за повећање броја пољопривредних задруга и јачање ефикасности већ постојећих совхоза. Крајем 1927. године, након XV конгреса Комунистичке партије Совјетског Савеза, тада познате као Свесавезна комунистичка партија (бољшевици) или ВКП, дат је значајан подстицај напорима за колективизацију.
Године 1927. суша је скратила жетву у јужним областима Украјине и Северног Кавказа . 1927. и 1928. године зимска обрадива површина била је јако погођена због ниског снега. Упркос државној помоћи у семену, многа погођена подручја нису поново засејана. На жетву 1928. године утицала је суша у већини области производње житарица у Украјини. Недостаци у жетви и потешкоће са системом снабдевања изазвали су потешкоће у снабдевању храном у урбаним срединама и дестабилизовали ситуацију снабдевања храном у СССР-у уопште. Да би се ситуација ублажила, у другој четвртини 1928. године уведен је систем рационирања хране, прво у Одеси, а касније се проширио на Маријупољ, Херсон, Кијев, Дњепрелстан (Дњепропетровск) и Харков . Почетком 1929. сличан систем је примењен у целом СССР-у. Упркос помоћи совјетске украјинске и централне владе, многе јужне руралне области регистровале су појаве неухрањености, ау неким случајевима глади и глади (власти су недовољно рачунале на погођена подручја, а самим тим и количину потребне помоћи у храни). Због несташице сточне стоке, њен број је такође био погођен (види табелу испод). Већина колхоза и недавно обновљених совхоза прошли су ове године са малим губицима, а неки су чак били у могућности да пруже помоћ сељацима у погођеним подручјима (семе и жито за храну).

### Ране фазе
Упркос интензивној државној кампањи, колективизација, која је у почетку била добровољна, није била популарна међу сељацима: почетком 1929. године, само 5,6% украјинских сељачких домаћинстава и 3,8% обрадиве земље било је „колективизовано”. Почетком 1929. године, методе које је користио посебно овлашћени орган "УкрКолхозцентер" су се промениле од добровољног уписа у административни. До 1. октобра 1929. план за стварање колхоза је „превршен” за 239%. Услед тога је „колективизовано“ 8,8% обрадивог земљишта.

### „Брза колективизација“
Следећи велики корак ка „свеукупној колективизацији“ десио се након што је Јосиф Стаљин објавио чланак у Правди, почетком новембра 1929.
Док су „позвани“ на седници Централног комитета ВКП(б) од 10. до 17. новембра 1929. године, „ Двадесет пет хиљада “ су се обучавали само на специјалним кратким курсевима, главна покретачка снага колективизације и декулакизације у Украјини постала је „сиромашна сељачки одбор“ („комнезами“) и локални сеоски савети (силради) где су чланови комнезама имали већину гласача.
Колхозцентар СССР-а издао је декрет од 10. децембра 1929. о колективизацији стоке у року од 3 месеца (телешке животиње 100%, говеда 100%, свиње 80%, овце и козе 60%). Ово је натерало многе сељаке да закољу своју стоку. До 1. јануара 1930. године проценат колективизованих домаћинстава се скоро удвостручио, на 16,4% од укупног броја домаћинстава.
Упркос злогласном декрету од 5. јануара 1930. године, којим је одређен рок за потпуну колективизацију Украјине за период од краја 1931. до пролећа 1932. године, украјинске власти су одлучиле да убрзају завршетак кампање до јесени 1930. Висока очекивања од плана надмашиле су локалне власти чак и без помоћи 7500 „ Двадесетпетохиљадаца“ који су у неке области стигли тек средином фебруара  – до марта 70,9% обрадивог земљишта и 62,8% сељачких домаћинстава. изненада су се колективизовали. План раскулачења је такође био „преизведен”. Скоро 200.000 домаћинстава (3,8% укупних сељачких домаћинстава) било је погођено одузимањем имовине, земље и кућа. Неки од сељака су ухапшени и депортовани „на север“. Многи ухапшени кулаци и "добростојећи" фармери преселили су своје породице на Урал и средњу Азију, где су често били експлоатисани у другим секторима привреде, као што је сеча дрвета. Термин кулак је на крају примењен на свакога ко се опире колективизацији, јер многи од такозваних кулака нису били ништа бољи од осталих сељака.
| Укупно коња | Радни коњи | Укупно говеда | Волови | Бикови | Краве  | Свиње  | Овце и козе |
| ----------- | ---------- | ------------- | ------ | ------ | ------ | ------ | ----------- |
| 5056.5      | 3900.1     | 8374.5        | 805.5  | ...    | 3852.1 | 4412.4 | 7956.3      |
| 5486.9      | 4090.5     | 8604.8        | 895.3  | 32.8   | 3987.0 | 6962.9 | 8112.2      |
| 5607.5      | 4198.8     | 7611.0        | 593.7  | 26.9   | 3873.0 | 4161.2 | 7030.8      |
| 5308.2      | 3721.6     | 6274.1        | 254.8  | 49.6   | 3471.6 | 3171.8 | 4533.4      |
| 4781.3      | 3593.7     | 6189.5        | 113.8  | 40.0   | 3377.0 | 3373.3 | 3364.8      |
| 3658.9      | ...        | 5006.7        | 105.2  | ...    | 2739.5 | 2623.7 | 2109.5      |
| 2604.8      | ...        | 4446.3        | 116.9  | ...    | 2407.2 | 2089.2 | 2004.7      |
| 2546.9      | 2197.3     | 5277.5        | 156.5  | 46.7   | 2518.0 | 4236.7 | 2197.1      |

### "Вртоглавост од успеха"
Брзи пут колективизације подстакао је бројне побуне сељака у Украјини и другим деловима СССР-а. Као одговор на ситуацију, совјетски режим се повукао: у издању Правде од 2. марта 1930. објављен је Стаљинов чланак „Вртоглавица од успеха“. Убрзо су издате бројне наредбе и уредбе о забрани употребе силе и административних метода. Неки од „грешком раскулачених“ су добили своју имовину назад, а неки грешком депортовани су се вратили кући, али у незнатном броју — већина је остала тамо где су депортовани. Процес колективизације је враћен: до 1. маја 1933. колективизовано је 38,2% украјинских сељачких домаћинстава и 41,1% обрадиве земље. До краја августа ови бројеви су опали на 29,2% и 35,6% респективно.

### Друга "добровољна" колективизација
Друга принудна „добровољна” акција колективизације покренута је у зиму–лето 1931. уз значајну помоћ такозваних „тегљача” састављених од колхозних ударника. Многи кулаци заједно са породицама су депортовани из Украјине.
Према подацима са којих је скинута тајност, око 300.000 сељака у Украјини од око 30 милиона становника било је подвргнуто овој политици 1930–31. Украјинци су чинили 15% од укупно 1,8 милиона кулака пресељених широм Совјетског Савеза. 20. јула 1931. године – као одговор на бројне регионалне захтеве за додатним бројем депортација кулака, Политбиро ВКП(б) је закључио да је „стратешки задатак Партије скоро извршен. Све даље депортације су препоручене да се спроводе само појединцима.“ 
И овај други поход принудне „добровољне“ колективизације довео је до одлагања сетве. Као резултат тога, усеви житарица су били јако погођени сушом 1931. године. Током зиме и пролећа 1930–31, украјинска пољопривредна управа „Наркомзем“ Украјински СРР издала је неколико извештаја о значајном паду сточног фонда и посебно вучне стоке изазваног лошим третманом, одсуством сточне хране, штала/фарми и због „ кулачке саботаже“.
Према првом петогодишњем плану, украјинска пољопривреда је требало да пређе са ексклузивне оријентације на жито на разноврснију производњу. То је укључивало не само пораст усева шећерне репе, већ се очекивало да ће индустрија користити друге врсте пољопривредне производње (чак и памучне фабрике основане 1931. године). Овим планом је предвиђено смањење обрађених површина житарица, за разлику од повећања приноса и површина за друге културе. До 1. јула 1931. године 65,7% украјинских сељачких домаћинстава и 67,2% обрадиве земље пријављено је као „колективизовано”. Главна подручја производње житарица и шећерне репе су, међутим, колективизована у већој мери — 80-90%.

### Разјашњена "Свеукупна колективизација"
Уредбом ЦК ВКП(б) од 2. августа 1931. појашњен је појам „свеукупне колективизације” – да би се сматрала завршеном „свеукупна колективизација” не мора да достигне 100%, али не и мање. од 68–70% сељачких домаћинстава и не мање од 75-80% ораница. Према истом декрету „свеукупна колективизација“ остварена на Северном Кавказу (Кубан) – 88% домаћинстава и 92% обрадивих површина „колективизовано“, Украјина (Јужна) – 85 и 94 процента, Украјина (Десна обала) – 69 и 80 одсто, а молдавски АСРР (део украјинске СРР) – 68 и 75 одсто.
Почетком октобра 1931. године завршена је колективизација 68,0% сељачких домаћинстава и 72,0% ораница.

### План из 1931.
План државног прикупљања жита у Украјини усвојен за 1931. био је преоптимистичан — 510 милиона пуда (8,4 Тг). Суша, административна расподела плана за колхозе, заједно са недостатком релевантног менаџмента, генерално су дестабилизовали ситуацију. Значајне количине житарица остале су непожњевене. Значајан проценат је изгубљен током прераде и транспорта, или покварен у елеваторима (влажно зрно). Укупна зимска сетвена површина смањена је за око 2 милиона хектара. Стока у колхозима остала је без сточне хране, која се прикупљала житарицама. Слична појава се десила и у погледу семена и плата у натури за чланове колхоза. Ипак, сакупљање жита је настављено до маја 1932, али је достигло само 90% очекиваних планских цифара. До краја децембра 1931. план наплате је остварен за 79%. Многи колхози од децембра 1931. па надаље патили су од недостатка хране, што је резултирало повећаним бројем смртних случајева узрокованих неухрањеношћу које је ОГПУ регистровао у неким областима (Молдавија у целини и неколико централних округа Виницког, Кијевског и североисточног региона Одеске области)  у зимско-пролећним и раним летњим месецима 1932. године. До 1932. године сетвена кампања Украјине је постигнута са минималном снагом јер је већина преосталих коња била неспособна за рад, док је број расположивих пољопривредних трактора био премали да попуни празнину.
Шпекулативне цене хране у задружној мрежи (5—10 пута више у поређењу са суседним совјетским републикама) изазвале су значајно кретање сељака у потрази за хлебом. Покушаји да се реши проблем са шпекулацијама хлеба наметањем квоте за сву храну која се носи имали су врло ограничен успех. На захтев Косиора, такве одредбе је Стаљин укинуо крајем маја 1932. Јулски извештаји ГПУ за прву половину 1932. помињу „тешкоће са храном“ у 127 округа (од 484), признају чињеницу да немају податке за све регионе. Уредба Совнаркома о „колхозној трговини” издата у мају, подстакла је међу сељацима гласине да је колективизација поново укинута као што је била у пролеће 1930. године. Као резултат тога, значајно се повећао број сељака који су напустили колхозе.

### Ситуација из 1932.
Влада Украјинске ССР покушала је да поправи ситуацију од марта коришћењем унутрашњих ресурса, али је имала мало успеха – повлачење хране из других украјинских региона је исцрпило њихове сопствене ограничене залихе. Почевши од фебруара 1932. године, административна и територијална реформа (стварање области) је такође додала лоше руководство, - чак је и Москва имала више детаља о почетној ситуацији него украјинске власти. У мају, у очајничком настојању да промени ситуацију, централна совјетска влада је обезбедила 7,1 милион фунти жита за храну Украјини и вратила чак 700 пољопривредних трактора намењених другим регионима СССР-а. До јула, укупан износ помоћи централних совјетских власти за храну, сетву и сточну храну за „пољопривредни сектор“ износио је више од 17 милиона фунти.
Узимајући у обзир ситуацију у Украјини, централни план прикупљања жита је смањен за 18,1% у односу на план из 1931. године. Од колхоза се очекивало да уберу 4.751,2 хиљаде тона, а сељаци су одговорни за 1.080,1 хиљада тона. Совхози су требали предати 475.034 тоне. Поред тога, украјински колхози и совхози требало је да врате 132.750 тона жита које су дате у пролеће 1932. године као помоћ. Усвојен је план сакупљања жита за јул 1932. године за прикупљање 19,5 милиона пуда.
Међутим, стварно стање наплате је било катастрофално и до 31. јула прикупљено је само 3 милиона фунти (у поређењу са 21 милионом 1931. године). Од 20. јула пожњевене површине биле су упола мање него 1931. године. Совхози су засејали само 16% дефинисаних површина.
| Област (крајем 1932 административне границе) | Број колхоза | % сељаштва колективизација домаћинстава |
| -------------------------------------------- | ------------ | --------------------------------------- |
| Кијевска Област                              | 4,053        | 67.3                                    |
| Чернихива Област                             | 2,332        | 47.3                                    |
| Винитсиа Област                              | 3,347        | 58.9                                    |
| Кхаркив Област                               | 4,347        | 72.0                                    |
| Днипропетровск Област                        | 3,399        | 85.1                                    |
| Одеса Област                                 | 3,594        | 84.4                                    |
| Доњетск Област                               | 1,578        | 84.4                                    |
| Молдавска АССР                               | 620          | 68.3                                    |
| Украјина                                     | 23,270       | 69,0 (77,1% обрадиве земље)             |

Овај диспаритет између пољопривредних циљева и стварне производње порастао је касније током године. Очекиваних 190 хиљада тона житарица требало је да се извезе, али је до 27. августа 1932. било спремно само 20 хиљада тона. Украјина се сусрела са потешкоћама у снабдевању планираном количином хране и као резултат тога је уведен систем рационализације за снабдевање урбаних подручја храном. Овај систем је постао главни извор испоруке хране градовима, док су алтернативе, кооперативна трговина и трговина на црно, постале прескупе и недовољно снабдевене да би пружиле дугорочну помоћ. До 25. октобра план сакупљања жита је још једном снижен, са количине предвиђене планом од 22. августа 1932. године. Ипак, наплата је достигла само 39% годишње планиране укупне наплате. Друго смањење циљева је одузело 70 милиона фунти, али је и даље захтевало завршетак плана и 100% ефикасност. Покушаји да се постигну нови циљеви производње показали су се узалудни крајем 1932. године. Украјина је 29. новембра, да би завршила план, требало да прикупи 94 милиона пуда, од чега 4,8 од совхоза. Од 2. јануара поново су снижени циљеви, на 62,5 милиона фунти. Касније тог месеца, 14. јануара, циљеви су још више снижени – за 29,4 милиона фунти, на 33,1 милион. Виницка, Кијевска област и Молдавска СРР оствариле су снижени план за набавку жита из 1932. године, али не и за сетву резерви. Укупни остаци за Украјину били су 22,1 милион фунти. Истовремено, ГПУ Украјине је пријавио глад и глад у Кијевској и Виницкој области и почео да спроводи мере за поправљање ситуације. До 29. јануара Харковска област је такође испунила план сакупљања житарица и достигла свој производни циљ. Упркос овим очигледним успесима у производњи, укупна количина жита сакупљеног до 5. фебруара износила је само 255 милиона пуда (у поређењу са 440 милиона пуда 1931. године), док се број „случајева глади и неухрањености” према ГПУ Украјине повећавао сваке године. дана, посебно у руралним подручјима и малим градовима.
До почетка 1932. 69% домаћинстава је било колективизовано. Иако је неколико других региона у СССР-у било колективизовано у већој мери, ефекат колективизације на украјинску пољопривреду био је веома значајан.
| Година       | Производња | Збирке | Остатак   | Збирке као % производње |
| ------------ | ---------- | ------ | --------- | ----------------------- |
| 1930. године | 73-77      | 22.1   | 51-55     | 30.2-28.7               |
| 1931. године | 57-65      | 22.8   | 34-43     | 40–35.1                 |
| 1932. године | 55-60      | 18.5   | 36.5-41.5 | 33.6-30.8               |
| 1933. године | 70-77      | 22.7   | 47.3-54.3 | 32.4-29.5               |

Док је дуготрајни ефекат свеукупне колективизације имао негативан утицај на пољопривредну производњу свуда, Украјина је дуго била пољопривредно најпродуктивнија област, обезбеђујући преко 50% извезеног жита и 25% укупне производње жита у Руском царству 1913. Преко 228.936 квадратних километара (56.571 милиона хектара), 207.203 km 2 (51,201 милиона хектара) коришћено је за производњу житарица, или 90,5% укупне обрадиве површине. Овај степен зависности од пољопривреде значио је да су ефекти лоше жетве могли бити готово неограничени. Ово је одавно препознато, и док су пројекције за пољопривредну производњу прилагођене, шок ограничене производње није се могао лако управљати. Док су наплате од стране државе биле ограничене, већ су постојали јасни стресови. Укупна совјетска жетва из 1932. године требало је да буде 29,5 милиона тона у државним збиркама житарица од 90,7 милиона тона у производњи. Али стварни резултат је био катастрофалних 55-60 милиона тона производње. Држава је на крају прикупила само 18,5 милиона тона житарица. Укупне совјетске колекције од стране државе биле су практично исте 1930. и 1931. године и износиле су око 22,8 милиона тона. За 1932. они су значајно смањени на 18,5 милиона тона; са још мањом цифром у Украјини. Ово су били укупни процењени резултати жетве житарица:

## Други повезани догађаји

### Пракса набавке
Године 1928. спроведена је политика набавке „по уговору” (уговори о испоруци пољопривредних производа) и за колхозе и за обичне сељаке („кулаци” су имали „чврст” план набавке). Сходно томе, од 1928. до јануара 1933. године, „површине за производњу жита“ су морале да поднесу 1/3–1/4 свог процењеног приноса, док су површине означене као „жито“ морале да поднесу више од 1/8 свог процењеног приноса. Међутим, између јесени 1930. и пролећа 1932. године, локалне власти су имале тенденцију да прикупљају производе од колхоза у количинама већим од минимума потребних да би се премашио уговорени циљ (у неким случајевима и за више од 200%). Посебно штетне методе коришћене у политици „по уговору“ биле су „контрапланске“ акције, које су представљале додатне планове наплате имплементиране у већ испуњене уговоре. Такве „контрапланске” мере су после пролећа 1933. строго забрањене као „изузетно штетне за развој колхоза”.
Године 1932. планирана је имплементација квоте набавке "1/4 приноса" за "производне области житарица" Украјине. 23. септембра 1932. у телеграму који су потписали Молотов и Стаљин констатовано је да је жетва 1932. године била „задовољавајућа“, према проценама које су дале земљорадничке планске власти, и стога су захтеви за семе за озиме усеве одбијени док је укупна површина зимске обраде била одбијена. захтеви су били повећани. Касније је Стаљин окривио статистичке и планске органе за нетачну процену потенцијалних приноса и тако је 17. децембра 1932. године по његовом наређењу створена „Комисија за процену приноса“. Неки савремени историчари се такође слажу да су бројке о жетви из 1932 |year=1939}}. дате у то време биле у великој мери прецењене и да је стварна разлика између процењене и стварне жетве била значајна. Овакве нереалне бројке су резултирале потражњом коју је било немогуће испунити и резултирале су мањим смањењем плана набавке житарица и већим набавкама житарица него што је то било могуће крајем 1932. до 5. фебруара 1933.
| Година       | Производња               | Збирке                              |
| ------------ | ------------------------ | ----------------------------------- |
| 1927. године | 18.67                    | 0,83 само централизовано прикупљање |
| 1928         | 13.88                    | 1.44                                |
| 1929. године | 18.7                     | 4.56                                |
| 1930. године | 22.72                    | 6.92                                |
| 1931. године | 18.34                    | 7.39                                |
| 1932. године | 14.65                    | 4.28                                |
| 1933. године | 22,29 (укључујући сирак) | 5.98                                |

### Законске одредбе
Совјетска влада је 7. августа 1932. донела закон „о чувању социјалистичке имовине“  којим је за сваку крађу социјалистичке имовине изречена казна од десет година затвора до смртне казне. Стаљин је лично додао одредбу: „Људе који задиру у социјалистичку својину треба сматрати непријатељима народа “. У року од пет месеци након усвајања закона, 54.645 особа је осуђено по његовим одредбама, од којих је 2.110 осуђено на смрт. Првобитна формулација Уредбе „О борби са шпекулацијама“ усвојене 22. августа 1932. године довела је до уобичајених ситуација у којима су малолетна дела, као што је размена дувана за хлеб, документована као казна од 5 година затвора. После 1934. године, на захтев НКВД-а, казна за мање прекршаје била је ограничена на новчану казну од 500 рубаља или 3 месеца поправног рада.
Постојећа пракса административног кажњавања позната као „црна табла“ (црна листа) Декретом Централног комитета Комунистичке партије (бољшевика) Украјине од 18. новембра примењена је у већој мери и оштријим методама на одабрана села и колхозе. за које се сматрало да су „неуспешне” у житарској набавци: „Одмах обустава испоруке добара, потпуна обустава задружне и државне трговине по селима и изношење све расположиве робе из задружних и државних продавница”. Потпуна забрана колхозничке трговине и за колективне фарме и за колекционаре, и за приватне пољопривреднике. Престанак било које врсте кредита и захтева за превремену отплату кредитних и других финансијских обавеза.“  У почетку су такве санкције примењиване на само шест села, а касније су примењене и на бројна сеоска насеља и округе. За сељаке, који нису били колхози и који су „заостајали“ у откупу житарица, донете су посебне „мере“. Да би се „достигла житна квота“ међу сељацима организовано је 1.100 бригада које су чинили активисти (често из суседних села) који су своју житарску квоту испунили или су били близу њеног остварења. Пошто је већина робе која се испоручивала у рурална подручја била комерцијална (тканине, шибице, гориво) и понекад су је набављали сељани из суседних градова или железничких станица, санкционисана села су остала дуго времена – као пример наведено у Уредби од 6. децембра, село Камиани Потоки је уклоњен са црне листе тек 17. октобра 1933. када су рано завршили свој план прикупљања жита. Од јануара 1933. режим црне листе је „ублажен“ када се више није захтевало 100% извршења плана, поменута у декрету од 6. децембра, села Лиутенки и Хавриливка су уклоњена са црне листе након 88 односно 70% завршетка плана.
Предузете су мере да се прогоне они који су задржавали или преговарали жито. То су често радили одреди за реквизицију, који су харали на фарме ради сакупљања жита, и то без обзира на то да ли су сељаци задржали довољно жита да се прехране или им је остало довољно семена за садњу следеће жетве.

### Ограничења слободе кретања
Јединице ГПУ су поставиле специјалне барикаде широм СССР-а како би спречиле егзодус сељака из региона погођених глађу. Током само једног месеца 1933. године, 219.460 људи је пресретнуто и спроведено назад или ухапшено и осуђено. У Украјини су ове мере имале следеће резултате, према документима са којих је скинута тајност  током 11 дана (23. јануар–2. фебруар) након декрета од 22. јануара 1933. пресретнуто је 3861 особа. којих је 340 ухапшено „ради даљег признања“. У истом периоду, у возовима и на железничким станицама на целој територији Украјине пресретнута су 16.773 лица (од тога 907 оних који не живе у Украјини); од тога је ухапшено 1.610 људи. Такве бројке су укључивале и криминалце. У истом документу ОГПУ је известила о броју сељака који су већ напустили украјинску територију (94.433 лица) у периоду од 15. децембра 1932. до 2. јануара 1933. (подаци за 215 округа од 484, и молдавски АСРР).
Влада је увела нове личне исправе и обавезну регистрацију грађана децембра 1932. У почетку, област нових личних докумената и обавезна регистрација била је ограничена на Москву и Лењинград (око 100 km) и Харков (око 50 km) а нове мере су биле предвиђене за спровођење до јуна 1933. године. Путовање из Украјине и региона Северног Кавказа (Кубан) било је изричито забрањено директивама од 22. јануара 1933. (које су потписали Молотов и Стаљин) и од 23. јануара 1933. (заједничка директива ВКП(б) Централног комитета и Совнаркома). У директивама је писало да су путовања „хлебом“ са ових простора организовали непријатељи совјетске власти у циљу агитације у северним областима СССР-а против колхоза, као што је то било прошле године (1932) из Украјине, али нису спречен. Дакле, железничке карте је требало да се продају само уз дозволе исполкома, а оне који су већ стигли на север требало би да буду ухапшени.

### Информациона блокада
Политбиро ЦК ВКП(б) је 23. фебруара 1933. године усвојио декрет „О путовању страних новинара кроз СССР“ којим се очекивало шта могу да путују и бораве у наведеним крајевима тек након одобрења и добијања дозволе Генералне управе милиције. Совјетска влада је демантовала првобитне извештаје о глади (али се сложила са информацијама о неухрањености) и спречила стране новинаре да путују у регион. Истовремено, није било веродостојних доказа о аранжманима блокаде информација за значајан број страних стручњака (инжењера, радника итд.) који су били ангажовани на многим градилиштима на територији Украјине.
На пример, Герет Џонс, један од приватних секретара Лојда Џорџа, средином марта провео је неколико дана у обиласку „свих двадесет села, не само у Украјини, већ и у Црноземљу, и у Московској области, и да сам спавао у сељачким викендицама, и није одмах кренуо у следеће село”. Лако је стигао до суседних руралних области главног града Совјетске Украјине – Харкова, тамо провео неколико дана и упркос ономе што у селима није „видео мртве људе ни животиње“, овај новинар који никада раније није видео доказе о глади, известио је „да је тамо била је глад у Совјетском Савезу“ (заправо повећање стопе смртности од глади у ширем погођеном подручју Харковске области средином априла-почетком јуна 1933).
Дана 23. августа 1933. године, стране дописнике су појединачно упозорили одељења за штампу Министарства иностраних послова СССР-а да не покушавају да путују у провинције или негде другде у Совјетском Савезу без претходног добијања формалне дозволе. Министарство иностраних послова СССР-а је без објашњења одбило дозволу Вилијаму Х. Чемберлену, дописнику Цхристиан Сциенце Монитора, да посети и посматра жетву у главним пољопривредним регионима Северног Кавказа и Украјине. Пре неколико месеци (мај–јул 1933) двојици других америчких дописника забрањено је да путују у Украјину. Такво ограничење је ублажено од септембра 1933. године.
Научници који су спроводили истраживања у архивама са којих је скинута тајност известили су  „Политбиро и регионални партијски комитети су инсистирали да се предузму хитне и одлучне мере као одговор на глад, тако да 'савесни фармери' не трпе, док су окружни партијски комитети добили инструкције да снабдевају свако дете са млеком и декретом да се кривично гоне они који нису успели да мобилишу средства да нахране гладне или којима је одбијена хоспитализација жртава глади."
На основу података прикупљених тајним истрагама и фотографијама, боемско - аустријски католик Теодор Кардинал Иницер је крајем 1933. године водио кампање подизања свести на Западу о масовној смрти од глади, па чак и о случајевима канибализма који су се дешавали у Украјини и на Северном Кавказу. у то време.

### Недовољна помоћ
Први извештаји украјинских ГПУ и обласних власти о потешкоћама са храном (неухрањеност, глад) у руралним областима и истој ситуацији у градовима (који су недовољно снабдевани кроз систем рационирања) односе се на почетак, средину јануара 1933. „Мере за локализацију случајева“ углавном засноване на локално доступним ресурсима. Док се број таквих извештаја и области које се у њима помињу повећавао (као и тражена количина хране), Централни комитет Комунистичке партије (бољшевика) Украјине издао је декрет од 8. фебруара 1933. којим се позива на лечење сваког „случаја глади“. без одлагања и уз максималну мобилизацију сопствених ресурса колхоза, округа, градова и области“. Такође, том уредбом је захтевано да се „у року од 7 дана” доставе информације о помоћи у храни која треба да се обезбеди из „централних извора”. Од 20. фебруара 1933. Дњепропетровска област - пријављена као најтеже погођена - добила је 1,2 милиона фунти помоћи у храни, Одешка - 0,8 милиона, Харковска - 0,3 милиона према Наредби ЦК ВКП(б). За Кијевску област до 18. марта, декретом ВКП(б) додељено је 6 милиона фунти. Украјинске власти такође пружају помоћ, али она је ограничена на расположива средства. У циљу очувања сирочади и деце погођене глађу, украјински ГПУ и Народни комесаријат за лечење основали су посебну комисију; успостављена је мрежа вртића у којој деца треба да добију додатну храну (шећер, уља, производи од житарица), посебно упућену за њега од централноукрајинских и совјетских власти. Урбана подручја такође су значајно погођена несташицом хране која се углавном снабдева преко система рационализације. 20. марта 1933. Стаљин је потписао декрет којим је снижен месечни дажбина за млевење за Украјину за 14 хиљада тона, која количина треба да се прерасподели као додатни хлеб „за студенте, мале градове и мала предузећа у великим градовима и посебно у Кијеву“.
Међутим, регионалне и локалне власти нису релевантно управљале и редистрибуирале дистрибуцију помоћи у храни, чак се није ни говорило о разликама у потребним и обезбијеђеним износима.
Поништавање првог таласа глади у фебруару – марту Украјинске власти сусреле су се са другим чак и најгорим таласом глади у периоду од априла-маја – посебно у областима Кијева и Харкова (одложена зима такође доприноси ситуацији у тим регионима).
Између фебруара и јуна 1933, најмање тридесет пет одлука Политбироа и декрета Совнаркома селективно је одобрило издавање укупно 35,19 милиона пуда (576 400 тона)  или више од половине укупне помоћи целој совјетској пољопривреди – 1,1 милион тона коју је пружио Централне совјетске власти у зиму-пролеће 1933. - житарица за храну, семена и сточне хране за украјинске сељаке, колхозе и совхозе. Ове бројке не укључују помоћ у житу и брашну за градско становништво, децу и помоћ из локалних извора. Стаљин је лично одобрио расподелу помоћи у случају захтева Михаила Александровича Шолохова, чији је округ био погођен. Међутим, Стаљин је такође замерио Шолохову што није препознао „саботажу“ у свом округу. Ово је био једини случај да је одређена количина помоћи додељена одређеном округу. Друге жалбе нису биле тако успешне и многе очајничке молбе су укинуте или одбијене.
Документи из совјетских архива указују на то да је помоћ вршена селективно на најугроженија подручја и да је од пролећних месеци таква помоћ имала за циљ да напори помоћи у време сетве буду усмерени на пацијенте који се опорављају. Посебном резолуцијом Централног комитета Комунистичке партије (бољшевика) Украјине за Кијевску област, од 31. марта 1933. године, наређено је да се сељаци хоспитализовани поделе на болеснике и болеснике који се опорављају. Резолуцијом је наложено да се побољша исхрана ових последњих у границама расположивих ресурса како би што пре били послати на њиве да засеју нови усев. Храна се делила по посебним решењима државних органа, а дохрана је давана на њиви на којој су радници радили.

### Извоз жита
Након што је препознала стање глади у Украјини током суше и лоше жетве, совјетска влада у Москви је наставила да извози жито уместо да задржава свој род да би прехранила народ, иако на знатно нижем нивоу него претходних година. 1930–31. било је 5.832.000 тона  извезених житарица У периоду 1931-32, извоз житарица је опао на 4.786.000 тона. У периоду 1932–33., извоз житарица износио је само 1.607.000 тона, а 1933–34. овај је даље опао на 1.441.000 тона. Званично објављени подаци  се мало разликују.
Житарице : 1930 - 4,846,024;
1931 - 5,182,835; 1932. - 1.819.114 (прва половина 1932. - око 750.000, од краја априла такође увезено жито - око 157.000 тона); 1933. - 1.771.364 тоне (прва половина 1933. - 220.000, жито крајем марта такође увезено).
Од тога пшенице: 1930. - 2.530.953; 1931 - 2,498,958 ; 1932 - 550.917; 1933 - 748.248 тона. Преко украјинских трговачких лука 1932. године извезено је (хиљаду тона): 988,3 - житарица, 16,5 других врста житарица; у 1933. - 809,6,-зрна 2,6 -житарице; 3,5 месо, 0,4- путер, 2,5 - риба.
Преко украјинских трговачких лука у 1932. увезено је (хиљаду тона): 1932. - не више од 67,2 житарица и житарица 1933. - 8,6 зрна.
Примљено из других совјетских лука - 1932 (хиљаду тона): 164 - житарице, 7,3 - остале врсте житарица, риба -31,5 и не више од 177 хиљада тона меса и путера 1933- 230 - житарице, 15,3 друге врсте житарица 0,1 - месо, 0,9- путер, риба - 34,3.

### Совхозе и општи проблеми 1932.
После потешкоћа у прикупљању жита 1927. и 1928. године, Стаљин је наредио стварање државних предузећа за жито и месо – совхозе – који би, према његовој првобитној визији, требало да испоруче више од 100 милиона пуда жита 1932. године. Међутим, 1932. године њихови производни резултати су били катастрофални због лошег општег и пољопривредног управљања и планирања, упркос значајној (у поређењу са колхозима) употреби савремених пољопривредних механизама (пољопривредни трактори, комбајни итд.). Али највећи разлог је био то што су континуирано сејали пшеницу из 1929. године на истим површинама и без ђубрива. Совхози су такође патили од недостатка радне снаге и инфраструктуре (путеви, лифтови итд.). Губици током жетве били су изузетно велики. Тако су и поред очекиваних 290 милиона пуда (више од 5 милиона тона) 1932. године, совхози производили 5 пута мање, док је ситуација са сточарством била још гора. Од 20. јула 1932. совхозе украјинске СРР имале су само 16% дефинисане површине за тестерисање.

### Примитивна пољопривреда
Други фактор опадања жетве је недостатак снаге за сушу за орање и жетву је 1932. године био још израженији него претходне године. Број радних коња је опао са 19,5 милиона 1. јула 1931. на 16,2 милиона 1. јула 1932. године. Очајнички напори да се коњи замене тракторима нису успели да надокнаде овај губитак. Године 1931. укупна набавка трактора за пољопривреду износила је 964.000 КС (719.000 kW) 393.000 произведених код куће и 578.000 увезених. Али 1932. године, због спољнотрговинске кризе и успостављања домаће производње, трактори уопште нису увезени.
| Година       | Трактори | ХП      |
| ------------ | -------- | ------- |
| 1929–30      | 15,112   | 160,500 |
| 1931. године | 26,051   | 321,097 |
| 1932. године | 39,089   | 514,259 |
| 1933. године | 51,320   | 720,094 |
| 1934. године | 64,516   | 933,300 |

У целој 1932. пољопривреди је испоручено свега 679.000 тракторских коњских снага, знатно мање него 1931. године. Само око половине је постало доступно на време за жетву, а још мање на време за пролећну сетву. Снага за сушу животиња погоршала је квалитет. Коњи су још неадекватније храњени и одржавани него претходне године. Акутни недостатак коња довео је до озлоглашене одлуке да се краве запосле као радне животиње. Према говору једног совјетског званичника у једном од најпогођенијих региона глађу, Дњепропетровској области, „1932. године запошљавамо само 9000 крава, али 1933. укључујемо најмање3⁄4 њиховог укупног броја; 57.000 запослених на сетви.“  23. фебруара партијски биро Доње Волге одлучио је да користи 200.000 крава за посебне теренске радове.